# Carla-Bayle
Carla-Bayle är en kommun i departementet Ariège i regionen Occitanien i södra Frankrike. Kommunen ligger  i kantonen Le Fossat som ligger i arrondissementet Pamiers. År 2022 hade Carla-Bayle 792 invånare.

## Befolkningsutveckling
Antalet invånare i kommunen Carla-Bayle
Referens: INSEE

## Galleri

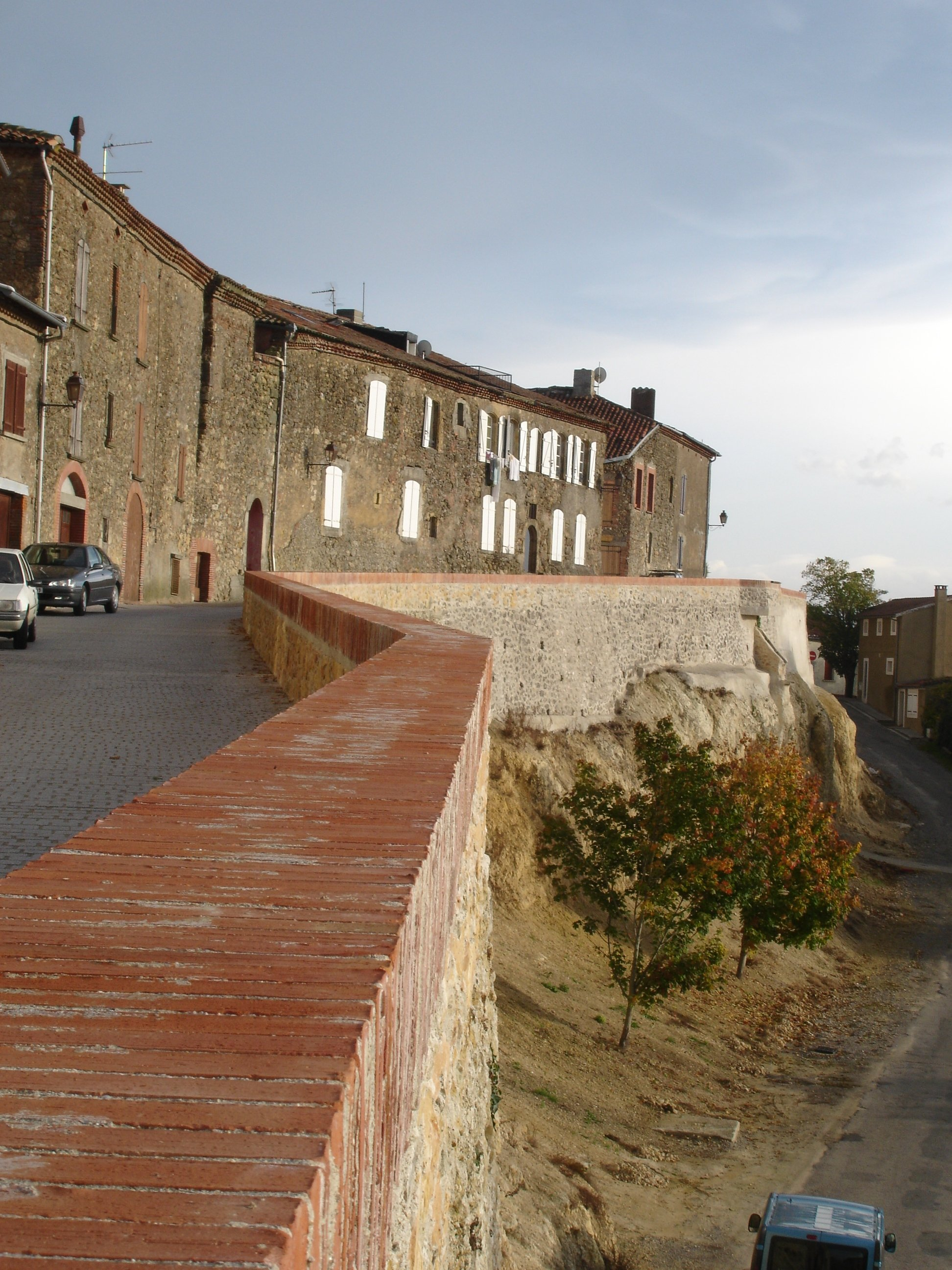